# 네마토카르키누스상과
네마토카르키누스상과(Nematocarcinoidea)는 생이하목에 속하는 갑각류 상과의 하나이다. 에우고나토노투스과, 네마토카르키누스과, 끄덕새우과 그리고 크시포카리스과의 4개 과로 이루어져 있다.

## 분류
- 에우고나토노투스과 (Eugonatonotidae)
- 네마토카르키누스과 (Nematocarcinidae)
- 끄덕새우과 (Rhynchocinetidae)
- 크시포카리스과 (Xiphocarididae)